# Sant'Alberto Magno (titolo cardinalizio)
Sant'Alberto Magno (in latino: Titulus Sancti Alberti Magni) è un titolo cardinalizio istituito da papa Francesco il 19 novembre 2016. Il titolo insiste sulla chiesa di Sant'Alberto Magno.
Dal 27 agosto 2022 il titolare è il cardinale Virgílio do Carmo da Silva, arcivescovo metropolita di Dili.

## Titolari
- Anthony Soter Fernandez † (19 novembre 2016 - 28 ottobre 2020 deceduto)
- Virgílio do Carmo da Silva, S.D.B., dal 27 agosto 2022